# Чекаючи на Ґодо
«Чекаючи на Ґодо́» (фр. En attendant Godot, англ. Waiting for Godot) — п'єса-абсурд ірландського письменника Семюеля Бекета, написана французькою мовою. У ній два головних персонажі — Володимир і Естраґон, які безкінечно й даремно чекають когось, на ім'я Ґодо. Відсутність Ґодо, так само як і неясність багато інших аспектів сюжету, призвели до появи різних інтерпретацій від часу прем'єри.
Оригінальний текст французькою мовою було створено в період з 9 жовтня 1948 року по 29 січня 1949. Прем'єра відбулася 5 січня 1953 року в «Théâtre de Babylone», Париж. Режисером був Роже Блен, який також виконав роль Поззо.
«Waiting for Godot» — англомовний авторизований переклад Бекетом своєї п'єси, було визнано «найвизначнішою англомовною п'єсою 20 століття». Англомовна версія має підзаголовок «трагікомедія у двох діях».

## Сюжет

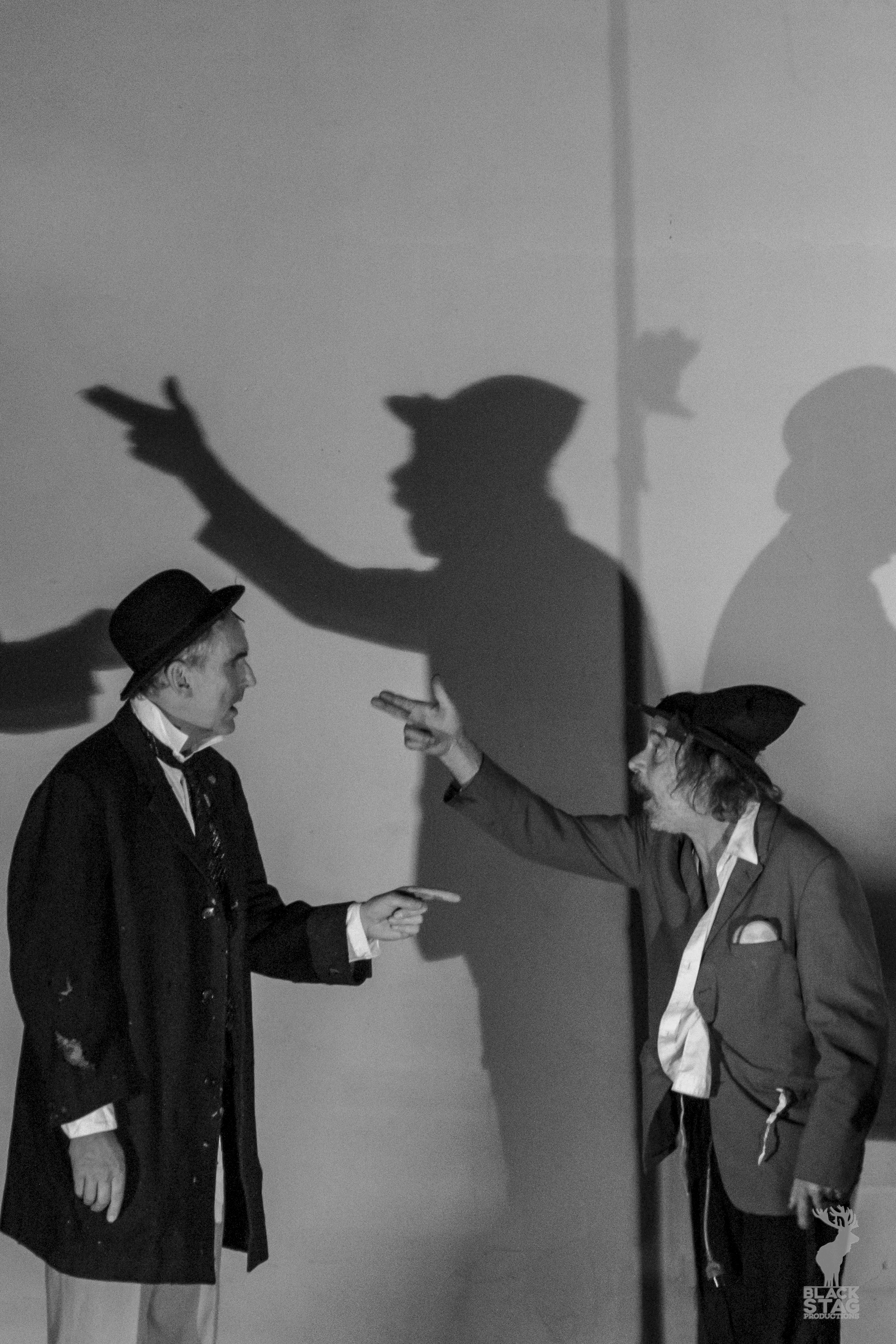
Володимир і Естраґон. Сцена з постановки п'єси у Льєрі, Бельгія, 2015 р.

### Перша дія
Дія відбувається на узбіччі дороги біля дерева. Чоловік, на ім'я Естраґон, намагається зняти свої черевики, коли приходить Володимир. Естраґон впізнає його, каже, що радий поверненню Володимира. Незабаром Володимир зізнається, що його побили якісь таємничі люди, відомі і йому, і його співрозмовнику. Обоє згадують низку минулих подій, Естраґон все намагається роззутися та роздивляється свій капелюх, чим дратує Володимира. Згодом з'ясовується, що вони чекають на якогось Ґодо, який вже мав би прийти.
Естраґон і Володимир сумніваються чи в потрібне місце вони прийшли, згадуючи, що вже були тут учора і Ґодо так само не з'явився. Естраґон намагається розвеселити Володимира своїми оповідками, балакає про розбійників, розіп'ятих разом з Ісусом Христом, але Володимир лише дратується ще більше і йде геть.
Скоро Володимир повертається, обоє вибачаються один перед одним, згадують якусь спільну втрату. Потім Володимиру здається, що Естраґон — це Ґодо, але він швидко отямлюється. У Володимира виявляється кілька овочів у кишенях, якими він вечеряє з товаришем. Раптом лунає жахливий крик, Естраґон з Володимиром ховаються, а натомість приходять Поззо і Лакі. Поззо веде Лакі на мотузці, як на повідку, Лакі тягне валізу.
Естраґон думає, що Поззо — це Ґодо, але той сам заперечує це. Поззо поводиться пихато, наказує Лакі виконувати різні свої забаганки, потім їсть курку та викидає кістки. Естраґон і Володимир роздивляються Лакі, неначе якусь дивовижну тварину, а той грузне в землі. Естраґон починає їсти викинуті Поззо кістки. Поззо дякує присутнім, що склали йому компанію, та наказує Лакі танцювати. Той слухається, а потім виконує монолог в стилі нудної наукової статті. Володимир відбирає в Лакі капелюха і той замовкає. Поззо і виснажений Лакі йдуть, а Естраґон і Володимир лишаються далі чекати на Ґодо.
Невпевнено підходить хлопчик, який досі стояв осторонь, боячись наблизитись. Він каже, що Ґодо прийде завтра. Володимир сварить його за те, що не сказав цього раніше. Виявляється, що хлопчик працює в Ґодо, той добре до нього ставиться, але б'є його брата-пастуха. Раптом настає ніч, Естраґон і Володимир згадують про Ісуса, який, на відміну від Естраґона, обходився без черевиків, і Естраґон викидає своє взуття. Обоє вирішують завтра чекати Ґодо там само біля дерева, а поки що піти. Проте насправді вони лишаються на місці.

### Друга дія

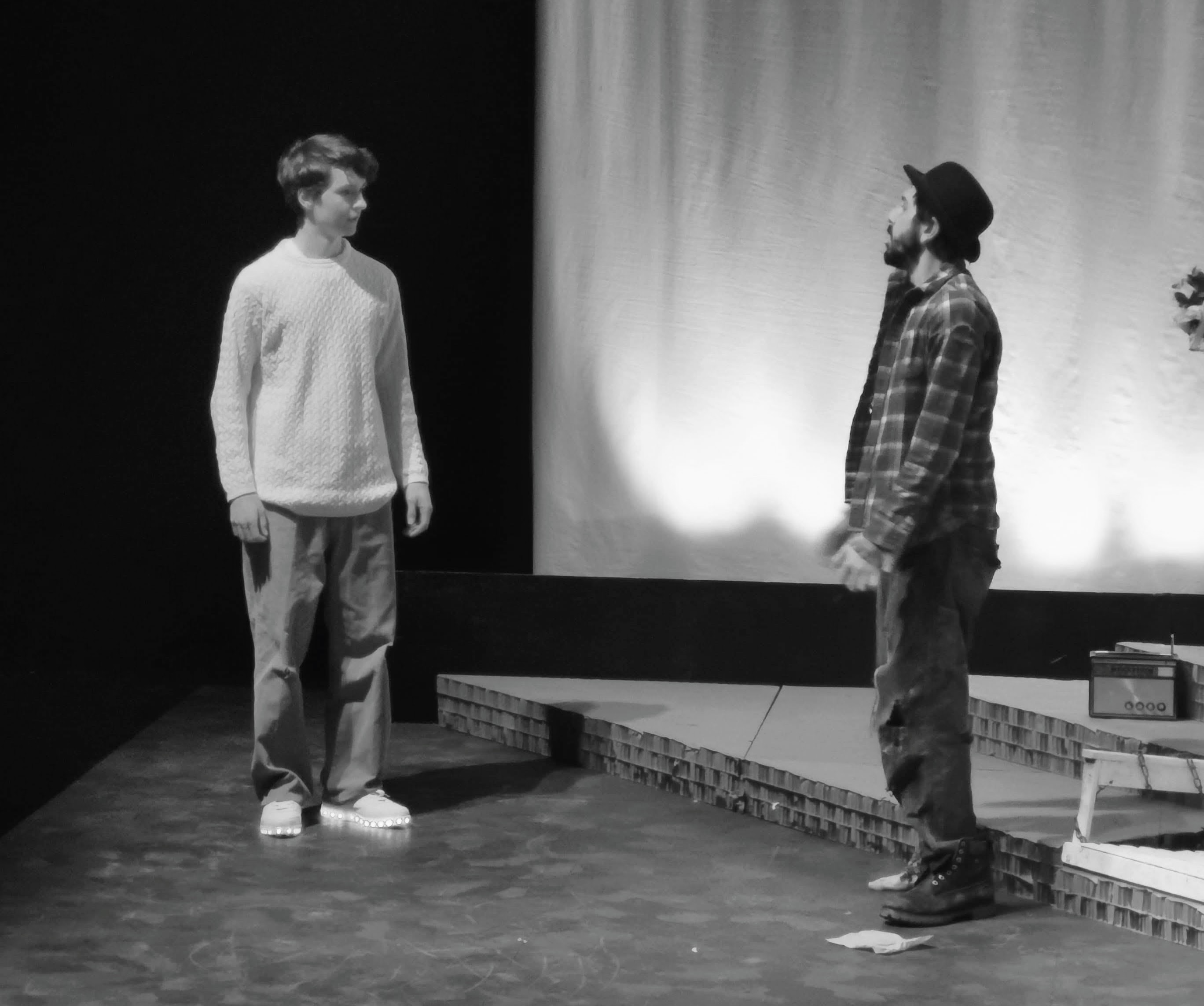
Хлопчик і Естраґон. Сцена з постановки п'єси в Чиказькому університеті, 2020 р.

Наступного дня Естраґон і Володимир зустрічаються там само. Обоє сперечаються чи дійсно вони одне одного цінують. Володимир зауважує, що Естраґона хтось побив. Той зізнається, що його побили ті самі десятеро незнайомців, що й раніше Володимира. Він сумнівається чи прийде Ґодо цього разу. З Естраґоном Володимир обговорює намір повіситися на дереві та шелест його листя. Це дивує їх, адже вчора дерево було зовсім голе. Естраґон думає, що вчорашньої зустрічі не було, що то насправді сон. Докази, які наводить Володимир, не переконують його ні в минулій зустрічі, ні в появі Поззо та Лакі. Потім Естраґон знаходить замість викинутих вчора черевиків інші, більші, а поруч лежить капелюх Лакі. Черевики виявляються завеликі, Естраґон вирішує одягнути їх тоді, коли знайде шкарпетки.
Естраґон засинає, Володимир будить його, одягає капелюх Лакі, а Естраґону дає свого. Вони кілька разів обмінюються капелюхами. Володимир пропонує пограти в Поззо та Лакі. Естраґон не пригадує хто це такі, але виконує накази Володимира. Раптом вони помічають когось, схожого на Ґодо. Та це виявляються таємничі вороги, Естраґон і Володимир ховаються за деревом. Вони готуються битися, але розуміють, що їхній страх марний, навколо більше нікого немає.
Приходять Поззо та Лакі, цього разу Поззо сліпий, а Лакі німий, обоє падають. Естраґон знову сприймає Поззо за Ґодо. Естраґон вважає, що Поззо тепер безсилий і з ним можна робити що заманеться. Намагаючись копнути Лакі, Естраґон вдаряє свою ногу та відходить убік. Володимир нагадує про Ґодо й радить чекати на нього. Він марно намагається підняти прибулих. Поззо з Лакі вдають, що не знають Естраґона і Володимира, попри нагадування, підводяться та йдуть далі. За кулісами вони знову падають.
Володимир слідує за ними, потім повертається до Естраґона, який знову заснув. Він будить Естраґона, невдовзі ще раз приходить хлопчик. Хлопчик не впізнає Володимира та каже йому, що Ґодо не прийде цього вечора. Володимир наказує хлопчику, аби той передав Ґодо, що бачив Володимира. Естраґон пропонує повіситися на дереві, якщо завтра Ґодо не прийде. Обоє знаходять мотузку, тягнуть її в різні боки, мотузка рветься. Естраґон і Володимир вирішують іти. Проте насправді вони лишаються на місці.

## Значення імен персонажів
- Ґодо (Godot) — слово складається з основи «God-» (англійською: Бог) та приставки «-ot» (пом'якшувальний суфікс у французькій мові).
- Естраґон (Estragon) — відомий також як тархун, вид полину з великою кількістю ефірних олій, який вживають як гостру приправу для збудження апетиту.
- Володимир[1] або Владімір[2] (Vladimir) — слов'янське ім'я зі значенням «володар світу».
- Щасливий[1] або Лакі[2] (Lucky) — «той, кому сприяє доля», одна з найпоширеніших собачих кличок в англомовному світі.
- Поззо[1] або Поццо[2] (Pozzo) — італійське слово, що означає «колодязь».

Прізвиська головних персонажів (Естраґона та Володимира відповідно) Діді (Didi) та Ґоґо (Gogo) також мають значення. «Dis-dis» французькою означає «кажи-кажи», а «go-go» англійською «іди-іди».

## Інтерпретації

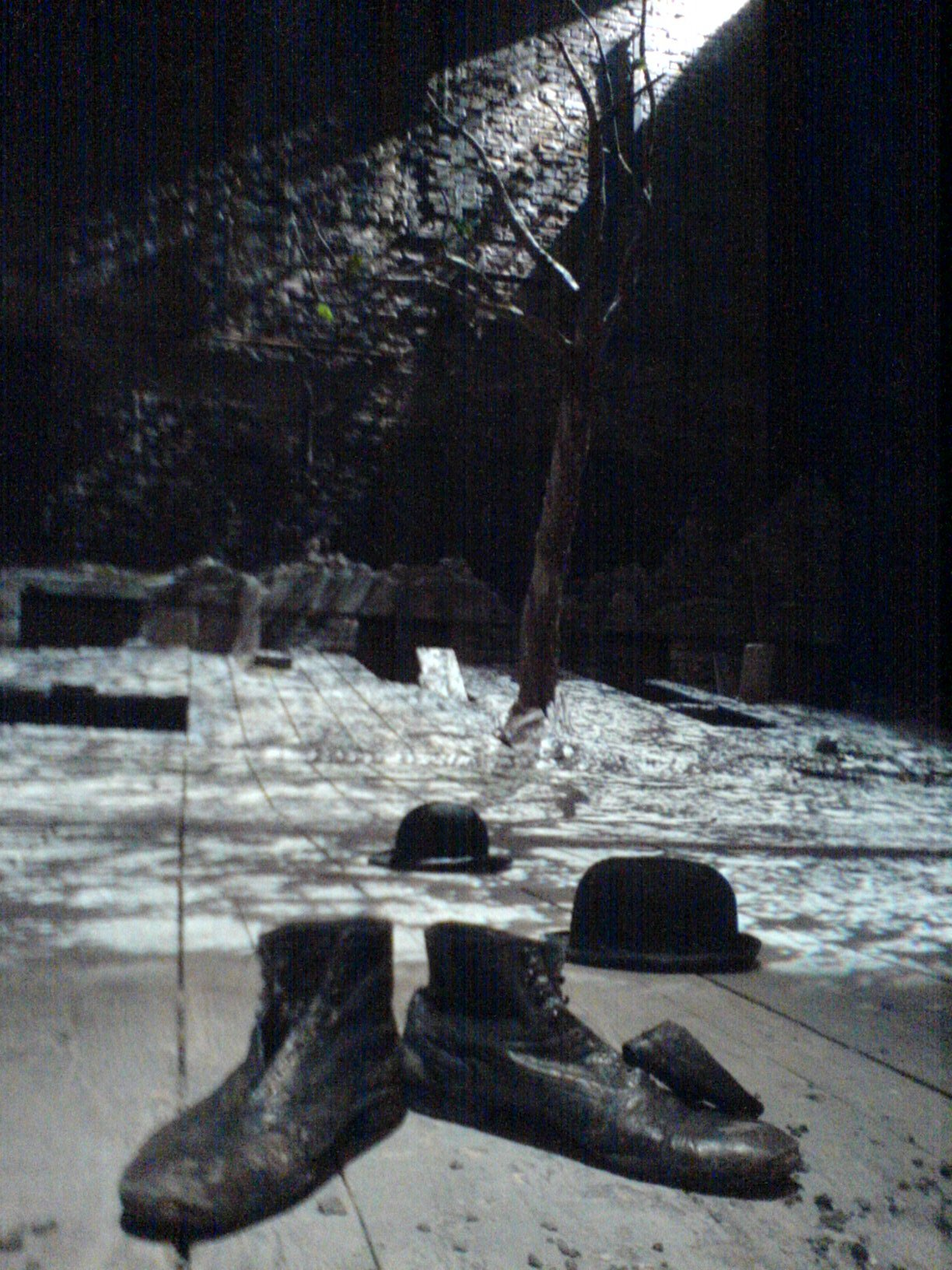
Декорації та реквізит з постановки в Королівському театрі Геймаркету, Лондон, 2009 р.

Британський театральний критик Мартін Есслін у праці «Театр абсурду» (1960) доводив, що «Чекаючи на Ґодо» була частиною ширшого літературного руху, який він і назвав «Театром абсурду», що спирався на філософію екзистенціалізму Альбера Камю. Ця філософія стверджує, що хоча у всесвіті може існувати вищий сенс, люди не здатні його осягнути через обмеженість своїх сприйняття та мислення, так само як персонажі п'єси марно чекають на Ґодо, потрапляючи в непередбачувані ситуації.
Англійський літературознавець Томас Кузіно вказував, що твір містить посилання на Біблію. Хоча Семюел Беккет був атеїстом, він міг додати таких посилань для досягнення драматизму. Так, самотнє дерево, біля якого розгортається дія, може символізувати Дерево пізнання Добра і Зла, чи хрест, на якому було розіп'ято Ісуса Христа. Володимир та Естраґон не випадково згадують самого Христа, розіп'ятих розбійників і задаються питанням який сьогодні день тижня (Христос, згідно з Євангеліями, помер у п'ятницю і воскрес у неділю). Чекаючи на Ґодо, Володимир та Естраґон проявляють одну з християнських чеснот — надію. Ґодо тут — Бог чи спаситель, однак Кузіно стверджував, що читачам не обов'язково розуміти цього персонажа як реальну дійову особу. Людство, уособлене Володимиром і Естраґоном, залишене Богом на свій розсуд. Обоє чекають, що спасіння прийде ззовні, але здійснюють його самотужки через надію на зустріч з Ґодо, якій в цілому підпорядковане їхнє життя. Тоді як Поззо та Лакі, занурені в приземлену рутину, навіть не задумуються про Ґодо, тому не здатні отримати спасіння. На думку американської літературознавиці Лоїс Гордон, коли хлопчик каже, що Ґодо б'є його брата, а до нього ставиться добре — це натяк на Каїна, покараного Богом, та Авеля.
Сюжет п'єси розглядається і як алегорія «холодної війни» або боротьби французів проти німецької окупації в Другу світову війну. Новозеландський політолог Грем Гасселл писав: «Вторгнення Поззо та Лакі […] виглядає не чим інакшим, як метафорою погляду Ірландії на континентальну Британію, де суспільство колись-таки було зіпсоване жадібною правлячою елітою, що будь-якими засобами утримує робітничий клас пасивним і неосвіченим».
Гавайський театрознавець Бернард Дюкоре вбачав у тріаді Діді, Ґоґо і відсутнього Ґодо структуру психіки, запропоновану Зигмундом Фрейдом у праці «Я та Воно» (1923). Раціональний Ґоґо втілює неповне Его, принцип відсутнього задоволення: (e)go-(e)go. Ді-ді діє інстинктивніше та ірраціонально, втілює собою Воно (Ді-ді — це id-id навпаки). Ґодо виконує функцію Суперего або моральних норм. Поззо і Лакі — це лише двійники головних дійових осіб. Весь сюжет постає метафорою марності людського існування, якщо порятунок очікується від зовнішньої сутності, а самоаналіз відкидається.
Згідно з американською дослідницею літератури Іоаною Сіон, головні персонажі уособлюють головні архетипи з теорії Карла-Густава Юнга: Его, Тінь, Персону та образ душі (Анімус або Аніму). Лакі — це Тінь, що містить усі емоції, придушені Его. Він слугує протилежністю Его — Поззо, який безперервно контролює і переслідує свого підлеглого, тим самим символізуючи пригнічення несвідомої Тіні деспотичним Его. Монолог Лакі постає як прояв потоку несвідомого, йому дозволяється «думати» за свого господаря. Ім'я Естраґона має ще один сенс, крім ароматичної трави: «естраґон» звучить як «естроген», жіночий гормон. Це спонукає ототожнювати його з чутливою, поетичною Анімою, жіночим відповідником раціонального Володимира, що уособлює Анімус.
Естраґон і Володимир можуть розумітися як пародія на подружжя, в тому числі гомосексуальне. Деякі критики вбачають у Поззо та Лакі гомосексуальну пару садиста й мазохіста. Сам Ґодо може символізувати секс, на який стара пара, що напевне довго жила разом, уже не здатна. Сам Бекет натякав, що у Володимира простатит, тому цей персонаж часто покидає сцену; і тому заперечував, щоб Володимира грали актриси.

## Переклади українською
П'єсу було написано французькою, після чого автор переклав її англійською. Тому існує два переклади п'єси українською. Перший здійснив Богдан Бойчук з англійської мови, цей переклад вийшов друком 1972 року у видавництві «Сучасність». Переклад з французької версії виконав Володимир Діброва; оскільки цей текст був доступніший в Україні, то місцеві театри використовують саме його. Водночас, переклад Бойчука місцями точніший, аніж переклад Діброви.
- Самюель Беккет. Чекаючи на Ґодо. Остання стрічка Краппа: п'єси. Переклад з англійської: Богдан Бойчук («Чекаючи на Ґодо»), Юрій Тарнавський («Остання стрічка Краппа»). Мюнхен: Видавництво «Сучасність». 1972. 99 стр.
- Семюел Беккет. Чекаючи на Годо. Переклад з французької: Володимир Діброва // Збірка «Французька п'єса XX століття. Театральний авангард». Київ: Основи, 1993. 511 стр: стор. 341—413. ISBN ISBN 5-7715-0394-0